# Francis Lister
Francis Lister (1899 – 1951) fue un actor cinematográfico de nacionalidad británica.
Nacido y fallecido en Londres, Inglaterra, estuvo casado con  la actriz Nora Swinburne.

## Selección de su filmografía
- Comin' Thro the Rye (1923)
- Boden's Boy (1923)
- At the Villa Rose (1930)
- Uneasy Virtue (1931)
- Brown Sugar (1931)
- Jack's the Boy (1932)
- Counsel's Opinion (1933)
- Hawley's of High Street (1933)
- Clive of India (1935)
- Cardinal Richelieu (1935)
- Mutiny on the Bounty (1935)
- Sensation (1936)
- Return of the Scarlet Pimpernel (1937)
- Murder in Soho (1939)
- The Hundred Pound Window (1944)
- The Wicked Lady (1945)
- Christopher Columbus (1949)
- Home to Danger (1951)